# Hambleden Lock

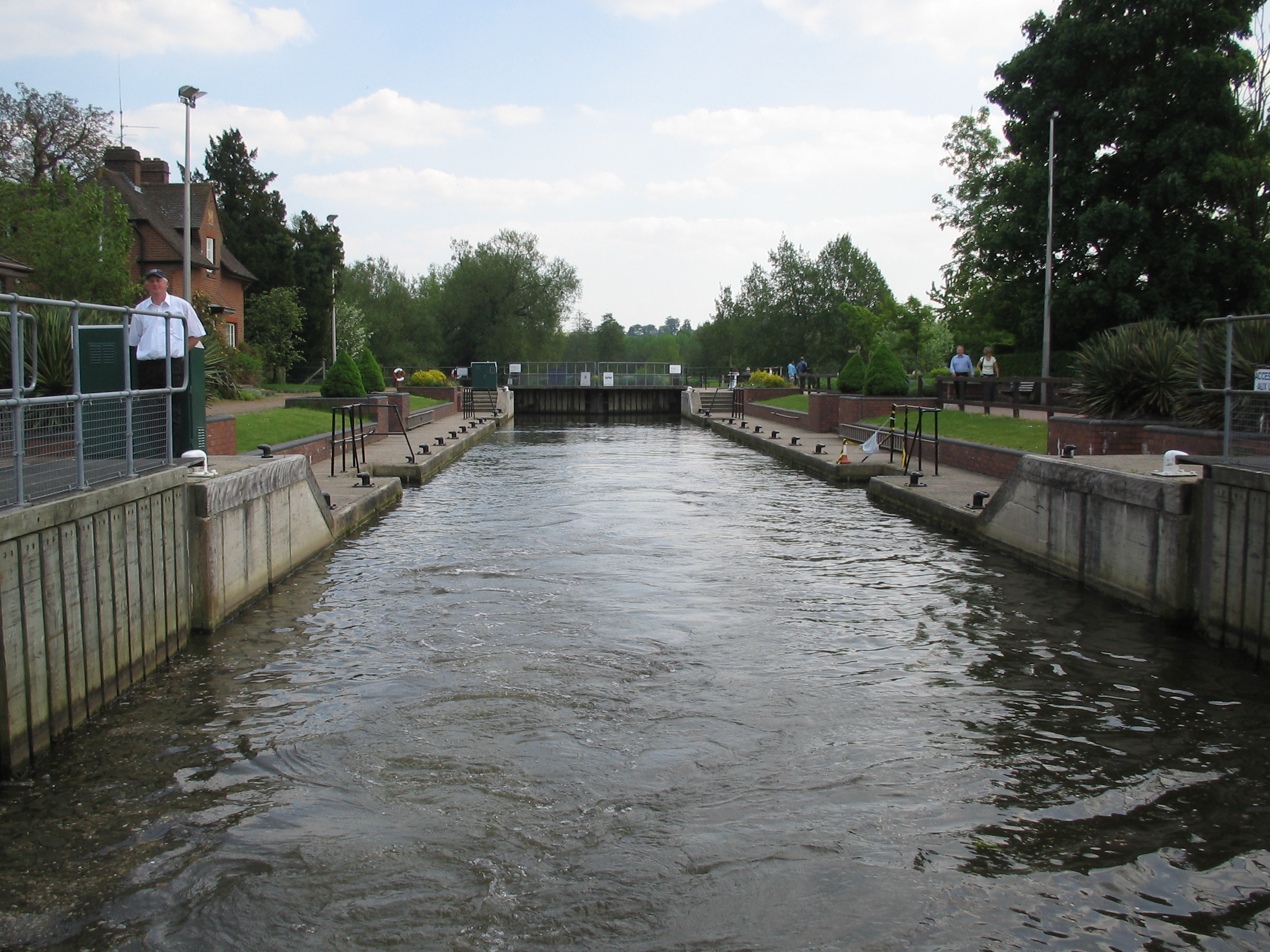
Das Hambleden Lock

Das Hambleden Lock ist eine Schleuse in der Themse in England. Sie wurde 1773 von der Thames Navigation Commission gebaut. Der Name bezieht sich auf den Ort Hambleden, der ungefähr 1,5 Kilometer nördlich der Schleuse liegt.
Es gibt einen Steg über das Wehr, der zu dem Dorf Mill End in Buckinghamshire führt. Dort liegt die Hambleden Mill.

## Geschichte
Die Mühle von Hambleden wird im Domesday Book erwähnt, was nahelegt, dass es hier auch ein Wehr gab. Es gibt eine Erwähnung aus dem Jahr 1338 des Wehres mit einer Winde, um Boote gegen die Strömung durch die Stauschleuse zu ziehen. Die Schleuse war eine der ersten, die nach der Neuordnung der Schifffahrt auf der Themse 1770 gebaut wurde. 1777 wurde ein kleines Ziegelhaus errichtet und Caleb Gould wurde der Schleusenwärter. Er hatte diese Funktion 59 Jahre inne und sein Sohn wurde sein Nachfolger.
Über das Bestehen der Stauschleuse und der Winde wird bis in die Mitte des 19. Jahrhunderts berichtet. Die Schifffahrtsroute, die das Wehr umgeht, wurde 1825 vertieft. Die Schleuse wurde 1870 vollständig erneuert, nachdem es jahrelang Beschwerden über ihren Zustand gegeben hatte. 1884 wurde ein neues Wehr gebaut und nach Beschwerden der Öffentlichkeit ein Steg installiert, der das alte Wegerecht wiederherstellte. 1994 wurde die Schleuse renoviert.

## Der Fluss oberhalb der Schleuse
Nach einem Bogen im Fluss erreicht man Temple Island den Startpunkt der Henley Royal Regatta. Es folgen Henley-on-Thames und die Henley Bridge sowie das Rod Eyot und schließlich das Marsh Lock.
Der Themsepfad verläuft in Berkshire bis zur Henley Bridge und überquert dann die Brücke, von wo er bis zum Marsh Lock auf in Oxfordshire weiter verläuft.

## Nutzung durch Kajaks und Kanus
Seit den 1940er Jahren benutzen Kajaks und Kanus das Wehr zu Übungszwecken. An jedem der vier Durchlässe ist eine Betonrampe mit einem Winkel von 16 Grad angebracht. Auf dieser Rampe gibt es eine Stahlplatte, die sich im Winkel von 16 Grad entsprechend der Rampe bis ungefähr 28 Grad pneumatisch einstellen lässt.